# علی سلمان (ورزشکار)
علی سلمان (انگلیسی: Ali Salman) دونده سرعت و بازیکن بسکتبال اهل عراق بود.